# 구본흥
구본흥(具本興, 1920년 9월 20일 ~ 2006년 9월 18일)은 대한민국의 기업인이다.

## 생애
1920년 9월 20일에 구자옥과 진주 소씨 소휘두의 딸 소개영의 장남으로 태어났다. 1944년 1월 10일 대구상회를 설립하였고, 1946년 대구가구공예사를 설립하였다. 1969년 12월 26일 주식회사 대구백화점을 설립하였다. 1962년부터 1978년까지 대구백화점 사장을 역임하였고, 1978년에는 대구백화점 회장을 지냈다.
1997년 대구효성가톨릭대학교에서 경영학 명예박사 학위를 받았다.
2006년 9월 18일 숙환(宿患)으로 85세의 나이에 별세하였다. 배우자 안동 권씨 권동환의 딸 권수년 사이에 슬하 2남(구영모, 구정모) 4녀(구명자, 구영자, 구순모, 구덕모)를 두었다. 장남 구영모는 배우자 안동 장씨 장석돈의 딸 장경숙 사이에 슬하 1남(구요한) 1녀(구미경)을 두었고, 차남 구정모는 배우자 경주 최씨 최성묘의 딸 최정숙 사이에 슬하 2남(구교선, 구교준) 1녀(구혜인)을 두었다.

## 경력
- 1944년: 대구상회 설립
- 1946년: 대구가구공예사 설립
- 1962년~1978년: 대구백화점 사장
- 1978년: 대구백화점 회장
- 1983년: 평화통일정책 자문위원
- 1987년: 대구경찰국 선진질서추진위원회 부회장
- 1992년: 대백선교문화재단 이사장
- 1993년: 대백프라자 회장
- 1998년: 대백프라자 명예회장

## 수상
- 1982년: 대통령표창
- 1984년: 은탑산업훈장
- 1989년: 국민훈장 동백장
- 1991년: 제15회 자랑스러운 시민상
- 2001년: 창업기업인상
- 2006년: 대구상공회의소 회장 감사패

1. ↑  이전 족보에는 안동 권씨 권영락의 딸이라고 기재되어 있다.
2. ↑  1920년 6월 13일에 태어났다.
3. ↑  아내의 족보에는 구영모, 구정모라는 아들들은 없고, 구진모라는 아들 하나만 있다고 기재되어 있다.